# Mel Bridgman
Melvin John „Mel“ Bridgman (* 28. April 1955 in Trenton, Ontario) ist ein ehemaliger kanadischer Eishockeyspieler und -funktionär, der im Verlauf seiner aktiven Karriere zwischen 1973 und 1989 unter anderem 1102 Spiele für die Philadelphia Flyers, Calgary Flames, New Jersey Devils, Detroit Red Wings und Vancouver Canucks in der National Hockey League auf der Position des Centers bestritten hat. Bridgman, der im NHL Amateur Draft 1975 an erster Gesamtposition ausgewählt wurde, fungierte zwischen 1979 und 1980 als vierter Mannschaftskapitän in der Franchise-Geschichte der Philadelphia Flyers und zwischen 1984 und 1987 als zweiter Mannschaftskapitän der New Jersey Devils.

## Karriere
Bridgman spielte während seiner Juniorenzeit zwischen 1973 und 1975 bei den Victoria Cougars in der Western Canada Hockey League. Als Topscorer mit 157 Punkten, aber auch mit 175 Strafminuten, machte er auf sich aufmerksam. Dies überzeugte die Philadelphia Flyers, die stets robuste Spieler suchten und ihn beim NHL Amateur Draft 1975 mit dem Top-Pick auswählten. Auch die World Hockey Association hatte ein Auge auf ihn geworfen. Die Denver Spurs wählten ihn beim WHA Amateur Draft 1975 in der ersten Runde als Gesamtvierten.
Gleich zur Saison 1975/76 stand er im Kader des amtierenden Stanley-Cup-Siegers in einer Reihe mit Terry Crisp. Das Team erreichte erneut die Finalserie, unterlag dort aber den Montreal Canadiens. Bis zur Saison 1981/82 blieb er bei den Flyers. Auch wenn er die großen Erwartungen nicht erfüllen konnte, war er ein beständiger Spieler, der von Bobby Clarke 1979 das Amt des Mannschaftskapitäns übernahm.
Am 11. November 1981 wurde er im Tausch für Brad Marsh an die Calgary Flames abgegeben. Seinen zwölf Punkten aus Philadelphia fügte er 75 Punkte in Calgary hinzu und spielte so mit 87 Punkten seine erfolgreichste Spielzeit. Nach einem weiteren guten Jahr in Calgary wechselte er zur Saison 1983/84 zu den New Jersey Devils. Von den Devils kamen Steve Tambellini und Joel Quenneville zu den Flames. In seinen ersten drei Jahren in New Jersey erzielte er jeweils über 20 Tore und über 60 Punkte. Auch bei den Devils war er Mannschaftskapitän.
Im März 1987 versuchte Jacques Demers seine Detroit Red Wings für die Playoffs zu rüsten und Bridgman passte gut in sein Konzept. Die Wings erreichte mit ihm zweimal in Folge das Halbfinale. Nach einem Abstecher in die Schweiz zum HC Sierre unterschrieb er als Free Agent bei den Vancouver Canucks.
Nach der Saison 1989/90 beendete er seine aktive Karriere. Zur Saison 1992/93 kehrte er als General Manager des neu gegründeten Teams der Ottawa Senators in die NHL zurück.

## Erfolge und Auszeichnungen
- 1975 Silbermedaille bei der Junioren-Weltmeisterschaft
- 1975 Brownridge Trophy
- 1975 WCHL First All-Star Team

## Karrierestatistik

### International
Vertrat Kanada bei:
- Junioren-Weltmeisterschaft 1975

(Legende zur Spielerstatistik: Sp oder GP = absolvierte Spiele; T oder G = erzielte Tore; V oder A = erzielte Assists; Pkt oder Pts = erzielte Scorerpunkte; SM oder PIM = erhaltene Strafminuten; +/− = Plus/Minus-Bilanz; PP = erzielte Überzahltore; SH = erzielte Unterzahltore; GW = erzielte Siegtore; 1 Play-downs/Relegation; Kursiv: Statistik nicht vollständig)